# Козма
Козма (рум. Cozma) — село у повіті Муреш в Румунії. Адміністративний центр комуни Козма.
Село розташоване на відстані 290 км на північний захід від Бухареста, 29 км на північ від Тиргу-Муреша, 70 км на схід від Клуж-Напоки.

## Населення
За даними перепису населення 2002 року у селі проживали 435 осіб, з них 431 особа (99,1 %) румунів. Рідною мовою 434 особи (99,8 %) назвали румунську.